# Lázně Kynžvart
Lázně Kynžvart är en stad i Tjeckien.   Den ligger i regionen Karlovy Vary, i den västra delen av landet, 130 km väster om huvudstaden Prag. Lázně Kynžvart ligger 675 meter över havet och antalet invånare är 1 647.
Terrängen runt Lázně Kynžvart är kuperad västerut, men österut är den platt. Runt Lázně Kynžvart är det ganska tätbefolkat, med 108 invånare per kvadratkilometer. Närmaste större samhälle är Mariánské Lázně, 7,5 km sydost om Lázně Kynžvart. I omgivningarna runt Lázně Kynžvart växer i huvudsak blandskog.